# Guttorm Jakobsen
Pour les articles homonymes, voir Jakobsen.
Guttorm Jakobsen, né à Tromsøysund (en) le 2 février 1911 et mort le 19 décembre 1995 à Tromsø, est un navigateur norvégien. 
Jakobsen est célèbre pour ses cinquante années de navigation dans les mers de l'Arctique et de l'Antarctique, en particulier aux commandes du Norsel lors des trois saisons de l'expédition Maudheim (1949-1952).

## Biographie
Guttorm Jakobsen est issu d'une ancienne famille de Balsnes, un hameau de Tromsø. Il effectue son premier voyage dans l'océan Arctique comme mousse à l'âge de 16 ans en 1927 sur le Heimen. En 1929, il est marin sur le Heimland I dans l'est du Groenland et, en 1931, marin et artilleur sur le nouveau Heimen, l'ancien s'étant perdu dans les glaces. Après la Deuxième Guerre mondiale, il travaille pour la compagnie maritime familiale Brødrene Jakobsen.
Capitaine du Norsel qui emmène l'expédition Maudheim dirigée par John Giæver en Antarctique en 1949-1952, il est chargé du ravitaillement de la station. Il l'est aussi lors des expéditions polaires françaises.
Avec ses frères Helge, Gunnar et Torgils, il fonde la compagnie maritime Skips a/s Nordfisk.
Il sert ainsi durant 50 années à Terre-Neuve, dans le Vestisen, l'Østisen (no) et en mer Blanche.

## Hommages
Le Guttorm Jakobsenbukta (de) et le Rocher Jakobsen (de) portent son nom.